# 욘 마르틴
욘 마르틴 린드스트룀(John Martin Lindström, 1980년 8월 22일 ~ )은 스웨덴의 싱어송라이터이다.